# Berit Tancred
Berit Alice Tancred, född 25 januari 1938 i Engelbrekts församling i Stockholm, död 4 mars 2016, var en svensk skådespelare.

## Biografi
Tancred började som artonåring på Calle Flygare Teaterskola. Därpå följde privatstudier för Hans Strååt. Hon var elev vid Norrköping-Linköping stadsteaters elevskola 1960–1963. Hon medverkade i en lång rad produktioner, bland andra Gin och Bitter Lemon, Kunde prästänkan så kan väl du, Tre fnoskiga människor och en hund. Musikaler som Sweet Charity, My Fair Lady och Trollkarlen från Oz. Hon turnerade även med Riksteatern och spelade revy på Casino i Stockholm. Hon spelade tant Grön i de fem filmerna om Tant Grön, tant Brun och tant Gredelin.
Berit Tancred är begravd på Solna kyrkogård.

## Filmografi
- 1964 – Klänningen
- 1967 – En sån strålande dag
- 1968 – Tant Grön, tant Brun och tant Gredelin
- 1968 – Farbror Blås nya båt
- 1968 - Petters och Lottas jul
- 1968 – Tant Bruns födelsedag
- 1970 - Petter och Lotta på nya äventyr
- 1989 - Förhöret (1989)
- 1994 – Fallet Paragon (TV-serie)

## Teater

### Roller
| År   | Roll                     | Produktion | Regi                 | Teater                           |
| ---- | ------------------------ | --- | -------------------- | -------------------------------- |
| 1960 | Medverkande              | 11 44 99, revy | Stig-Ossian Ericson  | Casinoteatern                    |
| 1961 |                          | Miss 6 Bertil Norström och Gunnar Hoffsten                                                                                             | Jackie Söderman      | Norrköping-Linköping stadsteater |
| 1961 |                          | Så tuktas en hustyrann John Fletcher                                                                                                   | Lars Barringer       | Norrköping-Linköping stadsteater |
| 1961 | Lejonet                  | Folk och rövare i Kamomilla stad Thorbjørn Egner och Bjarne Amdahl                                                                     | Bertil Norström      | Norrköping-Linköping stadsteater |
| 1961 |                          | Markurells i Wadköping Hjalmar Bergman                                                                                                 | Rune Carlsten        | Norrköping-Linköping stadsteater |
| 1962 |                          | Lek ej med kärleken Alfred de Musset                                                                                                   | Ingrid Luterkort     | Norrköping-Linköping stadsteater |
| 1962 |                          | Fruar på vift Georges Feydeau | Lars Barringer       | Norrköping-Linköping stadsteater |
| 1962 | Lena                     | Loppmarknad Tore Zetterholm och Olle Adolphson                                                                                         | John Zacharias       | Norrköping-Linköping stadsteater |
| 1963 |                          | Hamlet William Shakespeare | Lars Barringer       | Norrköping-Linköping stadsteater |
| 1963 | Yvonne                   | Min syster och jag Ralph Benatzky | Jackie Söderman      | Norrköping-Linköping stadsteater |
| 1963 | Medverkande              | Vi har fyr för oss, revy Bros. Corp.                                                                                                   | Ragnar Sörman        | Boulevardteatern                 |
| 1964 |                          | Famfam Jean-Pierre Ferrier, Ricet Barrier och Bernard Lelou                                                                            | Jackie Söderman      | Folkteatern, Göteborg            |
| 1965 | Medverkande              | Yvonne, prinsessa av Bourgogne Witold Gombrowicz                                                                                       | Alf Sjöberg          | Dramaten                         |
| 1972 |                          | En natt i februari Staffan Göthe | Mats Ek              | Norrköping-Linköping stadsteater |
| 1972 |                          | Pampen Lars Björkman | Jan Lewin            | Norrköping-Linköping stadsteater |
| 1972 |                          | Muggnogg är en Muggnogg Rainer Hachfeld, Volker Ludwig och Birger Heymann                                                              | Jan Lewin            | Norrköping-Linköping stadsteater |
| 1973 |                          | Gula tassen Annika Holm och Staffan Westerberg                                                                                         | Peter Egge           | Norrköping-Linköping stadsteater |
| 1973 |                          | Herr Mockinpott Peter Weiss | Hans Elfvin          | Norrköping-Linköping stadsteater |
| 1973 |                          | Tjejen i aspen Staffan Göthe | Göran Sarring        | Norrköping-Linköping stadsteater |
| 1973 | Fru Filifjonk            | Mumintroll i kulisserna Tove Jansson och Erna Tauro                                                                                    | Leif Magnusson       | Norrköping-Linköping stadsteater |
| 1974 | Frosine                  | Den girige Molière | Göran Sarring        | Norrköping-Linköping stadsteater |
| 1974 | Baby                     | Bellman, Blomman, Baby och Bruden Gösta Bredefeldt, Lars Hansson, Lise-Lotte Nilsson, Suzanne Osten, Lena Söderblom och Gunnar Edander | Göran Sarring        | Norrköping-Linköping stadsteater |
| 1974 |                          | Som smort Johan Bargum och Henrik Otto Donner                                                                                          | John Zacharias       | Norrköping-Linköping stadsteater |
| 1974 |                          | Drömmen om Balder Kaj Nissen | Mårten Harrie        | Norrköping-Linköping stadsteater |
| 1975 |                          | Loranga, Loranga Barbro Lindgren | Lars Broling         | Norrköping-Linköping stadsteater |
| 1975 |                          | Föräldrarna Lilla Klaragruppen och Gunnar Edander                                                                                      | Göran Sarring        | Norrköping-Linköping stadsteater |
| 1975 |                          | Den fula ankungen H.C. Andersen | Svend Bunch          | Norrköping-Linköping stadsteater |
| 1975 |                          | Skälmen från Bokhara Leonid Solovjev                                                                                                   | Göran Sarring        | Norrköping-Linköping stadsteater |
| 1975 |                          | Glasblåsarns barn Maria Gripe | Göran Sarring        | Norrköping-Linköping stadsteater |
| 1976 | Annie                    | Chicago Fred Ebb, Bob Fosse och John Kander                                                                                            | Torsten Sjöholm      | Norrköping-Linköping stadsteater |
| 1976 | Jane Hopcroft            | Gin och bitter lemon Alan Ayckbourn | Torsten Sjöholm      | Norrköping-Linköping stadsteater |
| 1976 | Mi Tzü                   | Den goda människan från Sezuan Bertolt Brecht och Paul Dessau                                                                          | Lars Gerhard Norberg | Norrköping-Linköping stadsteater |
| 1977 |                          | Riter Maureen Duffy | Gun Jönsson          | Norrköping-Linköping stadsteater |
| 1977 | Kadmos                   | Backanterna Euripides | Gun Jönsson          | Norrköping-Linköping stadsteater |
| 1977 |                          | Kom i min famn Bertil Norström | Bertil Norström      | Norrköping-Linköping stadsteater |
| 1989 |                          | Sweet Charity Neil Simon, Cy Coleman och Dorothy Fields                                                                                | Hans Bergström       | Östgötateatern                   |
| 2004 | Den goda häxan Moster Em | Trollkarlen från Oz (The Wizard of Oz) L. Frank Baum                                                                                   | Hans Wigren          | Östgötateatern                   |

### Fotnoter
1. ↑  ”Revyflicka i Norrköping”. Dagens Nyheter:  s. 18. 8 april 1963. https://arkivet.dn.se/tidning/1963-04-08/97/18. Läst 19 juli 2018.
2. ↑  FinnGraven
3. ↑  ”Revyer och musical till nyår”. Dagens Nyheter:  s. 9. 30 december 1959. http://arkivet.dn.se/arkivet/tidning/1959-12-30/353/9. Läst 21 januari 2016.
4. ↑  Barbro Hähnel (14 september 1963). ”Svårt hos revypsykiatern”. Dagens Nyheter:  s. 14. http://arkivet.dn.se/arkivet/tidning/1963-09-14/250/14. Läst 9 mars 2016.
5. ↑  Barbro Hähnel (26 mars 1964). ”Den lille mannen i rampljus”. Dagens Nyheter:  s. 12. https://arkivet.dn.se/tidning/1964-03-26/84/12. Läst 28 maj 2018.
6. ↑  Bertil Mollberger (30 september 1989). ”Eva Rydberg fick drömrollen i Sweet Charity: Återhållsamt och säkert”. Dagens Nyheter:  s. 32. http://arkivet.dn.se/arkivet/tidning/1989-09-30/265/32. Läst 23 augusti 2015.